# Noe Meurer
Noe Meurer (* zwischen 1525 und 1528 in Memmingen; † 1583 in Heidelberg) war ein bedeutender deutscher Rechtsgelehrter des 16. Jahrhunderts. Als erster verfasste er in deutscher Sprache juristische Abhandlungen unter anderem über Erbrecht und Wasserrecht. Er war der Erste, der den Prozess vor dem Reichskammergericht systematisch darstellte. Zudem war er der erste deutsche Autor, der eigenständige Schriften ausschließlich zu den Themen Wald und Jagd, das heißt nicht unter dem Oberthema Landwirtschaft, schrieb, weshalb er für die Waldwirtschaft im 16. Jahrhundert große Bedeutung hatte.

## Schreibweisen des Namens
Für die Schreibweise des Namens von Noe Meurer sind mehrere Varianten verbürgt: Noe Meürer, Noä Meurer, Noah Meurer, Noa Meurern, Noah Meurerus, Noe Meuwrer und Noe Mewrer sowie – zumeist in der ausländischen Literatur zur Betonung der Aussprache des Vornamens – auch Noé Meurer oder Noë Meurer.

## Leben und Wirken
Noe Meurer stammte als Sohn eines Stadtschreibers aus der damals freien Reichsstadt Memmingen in Schwaben. Wahrscheinlich wurde er 1525 geboren, einige Quellen geben jedoch auch 1527 oder 1528 an. Nach seinen Studien in Tübingen (1545) und dem Erwerb des Doktorgrades in Siena (1548) wurde er im Jahre 1549 Advokat und Notar am kaiserlichen Reichskammergericht in Speyer. Ab 1549 bis zu seinem Tod 1583 war er zudem pfälzischer Hofgerichtsrat in Heidelberg und von 1553 bis 1557 auch herzoglich württembergischer Oberrat in Stuttgart. Von 1557 bis 1563 wirkte er als Assessor wieder am Reichskammergericht in Speyer. In seinen Practica von deß Cammer Gerichts-Ordnung vnd Proceß behandelte er 1566 als erster den Prozess vor dem Reichskammergericht systematisch.

### Hauptwerk
Als sein Hauptwerk kann die Abhandlung Liberey keyserlicher, auch teutscher Nation Landt- und Statt Recht (1582) gelten, die auch eine grundlegende Abhandlung zum Erbrecht enthält, und – wie andere Schriften Meurers auch – während der nächsten zwei Jahrhunderte immer wieder in aktualisierter Form neu aufgelegt und so prägend für die deutsche Rechtsgeschichte wurde. Dies hatte seinen Grund auch darin, dass Meurer als einer der ersten Juristen überhaupt nicht in der Gelehrtensprache Latein, sondern konsequent in deutscher Sprache schrieb. Sein gutes Deutsch und die Klarheit seines Stils werden in späteren Untersuchungen immer wieder hervorgehoben.
Während seiner Tätigkeit in kurpfälzischen Diensten hat Meurer wohl am meisten zur Ausarbeitung der Landesgesetze beigetragen. Sein umfangreiches schriftstellerisches Werk ist zum größten Teil auf diese Hauptaufgabe bezogen. So wirkte er an der 1582 erschienenen kurpfälzischen Landesordnung, sowie dem wenige Monate später erschienenen kurpfälzischen Landrecht entscheidend mit. In Heidelberg beschäftigte er sich auch mit der Bearbeitung der Forstordnungen für die kurbayerische Oberpfalz von 1565 und für die Rheinpfalz von 1576. Als ausgezeichneter Kenner des Kaiserlichen Römischen Rechts konnte er dieses in selbständiger Weise umsetzen und fortentwickeln. Dem deutschen Gewohnheitsrecht brachte er mehr Wertschätzung entgegen als die meisten gelehrten Juristen seiner Zeit. Auch über das Gemeine Recht schrieb er in deutscher Sprache.

### Forstwirtschaft
Großen Einfluss hatten Meurers Schriften auf die Forstwirtschaft seiner Zeit. Bekannt wurden vor allem seine Bücher Von Forstlicher Oberherrligkeit vnnd Gerechtigkeit (1560) und Jag vnd Forstrecht (1576). Bereits in dem Werk von 1560 hatte er die wichtigsten forstwirtschaftlichen Regeln des beginnenden 16. Jahrhunderts zusammengestellt. Er setzte sich darin für Schutz gegen Waldweide, für Naturverjüngung durch Überhälter und Randbesamung sowie für Laub- und Nadelholzsaat ein. Durch seine Tätigkeit in Heidelberg hatte er Kenntnis von einem Schriftwechsel des Kurfürsten mit der Reichsstadt Nürnberg über Versuche mit Nadelholzsaaten im Nürnberger Reichswald. Er übernahm die Erfahrungen aus Nürnberg zum Teil wörtlich in seine Bücher, aber auch in die von ihm bearbeiteten Forstordnungen. Da die Saat in der Waldwirtschaft seinerzeit noch wenig verbreitet und die Aufforstung öder Flächen und verlichteter Schläge ein dringendes Bedürfnis waren, hatten seine Veröffentlichungen entsprechende Wirkung und Bedeutung.
In Von Forstlicher Oberherrligkeit vnnd Gerechtigkeit finden sich zudem die ersten Nachrichten über Bestandespflege in Form von Durchforstungen. Meurer betont deren günstigen Einfluss auf den Zuwachs der verbleibenden Bäume. Vorwiegend ging Meurer in seinem Buch jedoch auf rechtliche Aspekte ein. So verteidigte er zwar das herrschaftliche Jagdrecht, kritisierte aber in scharfer Form die Auswüchse der Jagd, vor allem die Wildschäden in Wald und Landwirtschaft. Klar wies er auf die Belastung der Bauern durch Wild und Jagd hin und trat für eine Verminderung der Wildbestände ein:
„Wollen sich nur die Hern jres gewissens erinnern, so ist es nit von nöten, sie also hauffen und herdtsweiß jre kue hewen, sonder ist genug sie sich zu jrem lust weniger Wildpreths genügen lassen. Dann also darauß folgen wirt, daß das Wildpreth sein bessere narung on deß armen schaden wol in Wälden zufinden und die Frucht dem armen und gemeinen nutz, welcher sonderer Personen nutz in allweg fürzusetzen, mögen erhalten werden. (...) Beschließlichen aber gib ich disen Puncten, als den Armen zum höchsten beschwerlich, jedem Forst-Herrn selber auff sein Gewissen, sich also hierinnen zu halten, wie er das gegen Gott trauwe zuverantworten, und das die armen Unterthanen dennoch auch bleyben kunden.“
In seinem Buch Jag vnd Forstrecht hat Meurer 1576 dann neben der Saat auch die Pflanzung von Gehölzen behandelt. Große Aufmerksamkeit widmete er erneut der Durchforstung, aber auch der Schlagregelung. Er unterschied bereits zwei Betriebsklassen für Waldbestände, nämlich Bau- und Brennholz, für deren Ausscheidung er Bestockungs- und Standortsverhältnisse heranzog. Meurer lehnte die Plenterwaldwirtschaft ab und bevorzugte die Schlagwirtschaft mit Buchen- und Eichenüberhalt zur Verjüngung. Vorrangige Verjüngungsmethode war für ihn jedoch weiterhin die Nadelholzsaat.
Wenngleich Meurer kein forstlicher Praktiker war und auch nicht für solche schrieb, sondern vorrangig für Kameralisten, muss er doch als der bedeutendste forstliche Autor des gesamten 16. Jahrhunderts angesehen werden. Er war der erste deutsche Autor, der in seinen Schriften Wald und Jagd nicht als Teilaspekt der Landwirtschaft, sondern eigenständig behandelte. Und er schrieb seine Abhandlungen in deutscher Sprache, was sie für die breite Masse zugänglich machte. Meurers Schriften stellen heute unverzichtbare Primär- und Sekundärquellen zur Rechts- und Forstgeschichte dar.

## Schriften
- Von Forstlicher Oberherrligkeit vnnd Gerechtigkeit. Was die Recht, der Gebrauch, die Billigkeit deßhalben vermög ... etc. Pforzheim 1560.
- Practica von deß Cammer Gerichts-Ordnung vnd Proceß ... etc. 2 Bände. Frankfurt 1566.
- Wasser Recht Vnnd Gerechtigkait fürnemlich des Weitberühmbten vnd Goltreichen Rheinstrams : Wie derselbig gleich als ein Richter, am Gestaden, jetzt dem einen gebe, dem andern nemme ; Jtem von Jnseln, Awen, Wäiten, auch Beth oder Bauch des Rheins, sampt andern ... zugehörigen Gerechtigkeiten ... Der ander Tractat vom Rhein, auch andern Schiffreichen, vnd nit Schiffreichen Gemeinen vnd Eygenen, Fliessenden und Stilstehenden Stramen, Flussen vnd Wassern... etc. Frankfurt am Main 1570.
- Jag vnd Forstrecht. Das ist: Vnderricht Chur vnd Fürstlicher Landt, auch Graff vnd Herrschafften, vnnd anderen Obrigkeiten, Gebiet, von verhauwung vnd widerhauung der Wäld und gehöltz Auch den Wildtbänen, Fischereyen vnd was solchem anhangt, wie die nach Keyserlichen vnd Fürstlichen gemeinen Rechten, Gebrauch vnd gelegenheit, in guter Ordnung zuhalten, vnd in besser form anzurichten : Weiter sind herzu kommen etliche gute Consilia, wie sie in etlichen an dem Hochlöblichen Keyserlichen Cammergericht Rechthengigen Sachen, dieser Materien referiert, vnd mit Vrtheil seind entscheiden worden... etc. Frankfurt am Main 1576.
- Loci commvnes aller deß Heiligen Römischen Reichs Ordnungen, gehaltener Reichßtäge vnd Abschied, gemeine Titul ... in drey Theil ... außgetheilt ... etc. 3 Bände, Mainz 1578.
- Handbüchlein, oder Compendium. Darinnen Summarie ... und jede ... Reichs Abschied, Ordnungen und Constitutiones, von dem ersten röm. Keyser an, biß auff ... Rudolphen den Andern ... zus.gezogen... etc. Mainz 1580.
- Liberey Keyserlicher. Auch Teutscher Nation Landt vnd Statt Recht. Das ist: Ordentliche vnd gantz nützliche Beschreibung ; Erstlichen der gemeinen Keyserlichen Recht ; Zum andern, Wie an dem Hochlöblichen Keyserlichen Cammergericht gemeinlichen gevrtheilt ... etc. Frankfurt am Main und Heidelberg 1582.
- Thesaurus juris caesarii et constitutionum imperii Germanici d.i. Keyserliche Chur vnd Fürsten, auch anschaulicher Grauen ... Recht Gewonheiten vnd Vbung ...etc. Frankfurt am Main 1586.